# Águilas del Torbellino
Las Águilas del Torbellino (en árabe: نسور الزوبعة‎, Nusour al Zawba'a) son el brazo armado del Partido Social Nacionalista Sirio en Líbano y anteriormente en Siria. Contando con entre 6000 y 8000 hombres en Siria, han participado en muchas batallas y operaciones a lo largo de la guerra civil siria, luchando junto al Gobierno de Bashar al-Ásad y sus aliados.
Después de la escalada de la crisis en Siria a un conflicto armado y luego a una guerra civil a gran escala, las Águilas crecieron en gran medida y sus combatientes se desplegaron principalmente en las gobernaciones de Homs y Damasco y se decía que eran la fuerza militar más formidable además de la Ejército árabe sirio en Suwayda.
Sus operaciones militares más destacadas es su participación en las batallas de Sadad, Ma'loula y al-Qaryatayn, entre otras. Los funcionarios del partido dicen que su membresía ha aumentado "por miles" desde el comienzo de la guerra como resultado de su supuesta "reputación como una fuerza de combate efectiva en Siria".

## Ideología
Las águilas son el brazo armado del PSNS y por lo tanto comparten las mismas ideologías y objetivos. La ideología central del PSNS es el  nacionalismo sirio y la creencia en el concepto de una 'Gran Siria' o 'Siria natural' que se extiende desde el Monte Tauro al norte de Siria hasta el Canal de Suez en Egipto, abarcando así las fronteras modernas de Siria, Líbano, Irak, Kuwait, Jordania, Palestina, Israel y partes de Egipto, Turquía e Irán.
El PSNS y su brazo armado han apoyado al gobierno sirio.